# Jens Becker
Jens Becker (ur. 24 maja 1965 w Fürth) – niemiecki basista heavymetalowy, znany z występów z takimi kapelami jak Grave Digger, Running Wild czy X-Wild.

## Życiorys
Karierę muzyczną rozpoczął w heavymetalowym zespole Running Wild, do którego dołączył w 1987 roku. Oprócz tego, że był basistą, był także autorem kilku utworów. Po nagraniu trzech płyt studyjnych i jednej kompilacji opuścił zespół w 1991 roku.
W tym samym roku co opuścił Running Wild dołączył do grupy X-Wild, w której występowali inni muzycy Running Wild, Stefan Schwarzmann i Axel Morgan. Do grupy dołączył brytyjski wokalista, Frank Knight. Grupa rozpadła się w 1997 roku.
W tym samym roku zespół Grave Digger opuścił basista Tomi Göttlich. Wtedy to zespół poprosił Jensa o dołączenie do zespołu na co ten się zgodził. Od tej pory Jens występuje z grupą, a także jest współautorem niektórych kompozycji zespołu.

## Dyskografia
Running Wild
- Port Royal (1988)
- Death or Glory (1989)
- Blazon Stone (1991)
- The First Years of Piracy (1991)

X-Wild
- So What! (1994)
- Monster Effect (1994)
- Savageland (1996)

Grave Digger
- Knights of the Cross (1998)
- Excalibur (1999)
- The Grave Digger (2001)
- Rheingold (2003)
- The Last Supper (2005)
- Liberty or Death (2007)
- Ballads of a Hangman (2009)
- The Clans Will Rise Again (2010)
- Clash of the Gods (2012)
- Return of the Reaper (2014)
- Healed by Metal (2017)
- The Living Dead (2018)
- Fields of Blood (2020)
- Symbols of Eternity (2022)